# Nheengatu
Het Nheengatu (ook gespeld als Ñe'engatú) is een inheemse taal uit de Tupi-Guarani-taalfamilie. In de 17e en 18e eeuw was het de lingua franca in grote delen van Brazilië, die niet alleen door de inheemse volkeren gebruikt werd maar ook door de Europese kolonisten. Daarom wordt de taal ook língua geral (uit het Portugees: 'algemene taal') of lingua brasilica (uit het Latijn: 'Braziliaanse taal') genoemd. Tegenwoordig wordt het Nheengatu gesproken door zo'n 30.000 mensen langs de Rio Negro, op het grensgebied van Brazilië, Colombia en Venezuela. In de Braziliaanse gemeente São Gabriel da Cachoeira is het sinds 2002 een officiële taal naast het Portugees.

## Geschiedenis
Het Nheengatu is afgeleid van het Tupi zoals dit gesproken werd aan de kust van Maranhão en Pará. De Jezuïeten standaardiseerden de woordenschat en de uitspraak van het dialect van de Tupinambá, en voegden dit in een grammaticaal kader gebaseerd op het Portugees. De naam is afkomstig van de woorden nheen='taal' en gatu='goed'.
Het werd al snel de lingua franca in grote delen van het Braziliaanse rijk, ook omdat Europese kolonisten hun kinderen door inheemse kinderjuffen lieten opvoeden. De taal verspreidde zich eerst langs de kust en later in het Amazonegebied. Slechts in het zuiden werd een andere lingua franca gesproken, de língua geral paulista voor het gebied dat onder invloed van de deelstaat São Paulo stond.
In de 18e eeuw raakte de taal in verval, toen de Markies van Pombal de Jezuïeten uit het land zette en het onderwijs in de Portugese taal verplicht stelde.

## Moderne tijd
De Ethnologue uit 2005 vermeldt 19.060 sprekers van het Nheengatu langs de Rio Negro. Journalisten hebben het in hetzelfde jaar over zo'n 30.000 sprekers. Het wordt door verschillende inheemse groepen met elkaar gesproken, en ook met niet-inheemsen. Voor sommige stammen is het een manier om hun identiteit te bevestigen.
In 1998 zette Eduardo de Alameida Navarro, professor aan de Universiteit van São Paulo de organisatie Tupi Aqui ('Tupi Hier') op om het onderwijs in het Nheengatu te bevorderen. Hij heeft ook een lesboek samengesteld om de taal te leren.
In december 2002 werd het Nheengatu naast het Portugees een officiële taal in de gemeente São Gabriel da Cachoeira, met het aannemen van lokale wet 145/2002.

## Kenmerken
Het Nheengatu gebruikt het Latijnse alfabet omdat het op deze manier door de Jezuïeten is ingevoerd. Het kent de volgende letters:
- 5 korte klinkers: a, e, i, o, u (uitgesproken als 'oe')
- 4 lange klinkers: aa, ee, ii, uu
- 12 medeklinkers: b, d, g (uitgesproken als een Franse g), h, k, m, n, p, r, s, t, x (uitgesproken als 'sj')

Persoonlijke voornaamwoorden zijn onderverdeeld in twee klassen. Welke klasse men gebruikt is afhankelijk van de woordsoort die in combinatie met het persoonlijk voornaamwoord gebruikt wordt:
| Eerste klasse | Tweede klasse | Nederlands |
| ------------- | ------------- | ---------- |
| ixé           | sé            | ik         |
| indé          | ne            | jij        |
| aé            | i             | hij, zij   |
| iandé         | iané          | wij        |
| penhẽ         | pe            | jullie     |
| aintá/tá      | aintá/tá      | zij        |

Vervoeging van het werkwoord ku ('zijn'):
| Nheengatu     | Nederlands  |
| ------------- | ----------- |
| ixé aiku      | ik ben      |
| indé reiku    | jij bent    |
| aé uiku       | hij, zij is |
| iandé iaiku   | wij zijn    |
| penhẽ peiku   | jullie zijn |
| aintá/tá uiku | zij zijn    |